# Iwona Zygmunt
Iwona Zygmunt (12 de agosto de 1976) es una deportista polaca que compitió en remo. Ganó una medalla de plata en el Campeonato Mundial de Remo de 2000, en la prueba de cuatro sin timonel.

## Palmarés internacional
| Campeonato Mundial | Campeonato Mundial | Campeonato Mundial | Campeonato Mundial |
| Año                | Lugar              | Medalla            | Prueba             |
| ------------------ | ------------------ | ------------------ | ------------------ |
| 2000               | Zagreb (Croacia)   | Medalla de plata   | Cuatro sin timonel |